# Єгипетська кампанія Наполеона
У 1798–1801 роках за ініціативою та під безпосереднім керівництвом Наполеона було зроблено спробу завоювання Єгипту

## Передумови Єгипетської кампанії
Після підписання миру з Австрійською монархією і Російською імперією у стані війни з Французькою республікою знаходилася тільки Велика Британія. Готуючись до бойових дій на континенті, Директорія одночасно запланувала провести допоміжну військову кампанію проти Великої Британії. Відносна слабкість французького флоту не дозволяла безпечно перевезти значну армію до Ост- або Вест-Індії, тож вибір був між висадкою в Ірландії (де місцеве населення охоче підтримало би антибританські дії) та в володіннях Османської імперії з, можливо, майбутнім просуванням до Індії на з'єднання з силами союзних Французькій республіці магараджів. Врешті, було зроблено вибір на користь Єгипту. Єгипет юридично підпорядковувався Османській Імперії, але фактично здійснював незалежну політику. Османська імперія по дипломатичних каналах дала Французькій республіці зрозуміти, що вона поблажливо поставиться до будь-яких французьких дій проти Єгипту. До того ж, із захопленням Французькою республікою острова Корфу та укладенням Французькою республікою вигідних угод з Неаполітанським королівством, Велика Британія втратила всі свої постійні морські бази у Середземному морі. На початку 1798 року Наполеон провів рекогносцировку північного та західного французького узбережжя. Демонстраційні дії пройшли вдало: Велика Британія була переконана, що готується висадка в Ірландії, тож британський флот заблокував Гібралтар та північні французькі порти, закривши французам відкритий шлях через Середземне море.

## Початок експедиції та захоплення Мальти
Призначені для експедиції війська були таємно зосереджені в Тулоні, Генуї, Аяччо та Читавек'ї. 19 травня 1798 вони полишили ці порти та об'єднавшись рушили на південь. Першою ціллю Наполеон призначив Мальту — місце розташування Мальтійського ордену. Заснований колись для боротьби з алжирськими піратами та мусульманським флотом взагалі, Орден переживав період занепаду. Лицарі підтримували дружні стосунки з ворожими Французькій республіці Великою Британією та Російською імперією, британський флот часом використовував Мальту як тимчасову базу для своїх дій. 11 червня біля Мальти, несподівано для лицарів, з'явився потужний французький флот та запитав дозволу набрати питної води. Мальтійці дозволили щоб одночасно набирав воду тільки один корабель: оскільки кораблів у флоті було більше чотирьохсот, така заправка зайняла би чимало часу. Французи висунули ультиматум, мальтійці почали готуватись до оборони. Французький флот висадив кілька десантів, які в короткий час зайняли всі острови — лицарі виявились небоєздатні, найманці, з яких складалось орденське військо, швидко склали зброю або перейшли на бік французів, а місцеве населення не виявило бажання воювати за привілеї лицарів Ордена.
Наполеон залишив на острові двохтисячний гарнізон та вирушив з флотом далі до Єгипту.
Отримавши від британської розвідки повідомлення про вихід французького флоту з південних портів, Нельсон терміново вирушив зі своїми ескадрами у Середземне море. Вже там він дістав нове повідомлення: французи захопили Мальту та зникли у невідомому напрямку. Справедливо розцінюючи Єгипет як найімовірнішу ціль експедиції, Нельсон у першу чергу вирушив до Александрії. Не обтяжений транспортними кораблями британський флот обігнав французів розминувшись із ними. Прибувши до Александрії, Нельсон не знайшов там французів і вирушив до наступної можливої цілі французької експедиції — Стамбула. Не знайшовши французів і там, він прикривав Дарданелли аж поки прибулий із Єгипту торговельний корабель не повідомив про те, що Наполеон таки висадився в Єгипті та захопив Александрію.

## Вторгнення

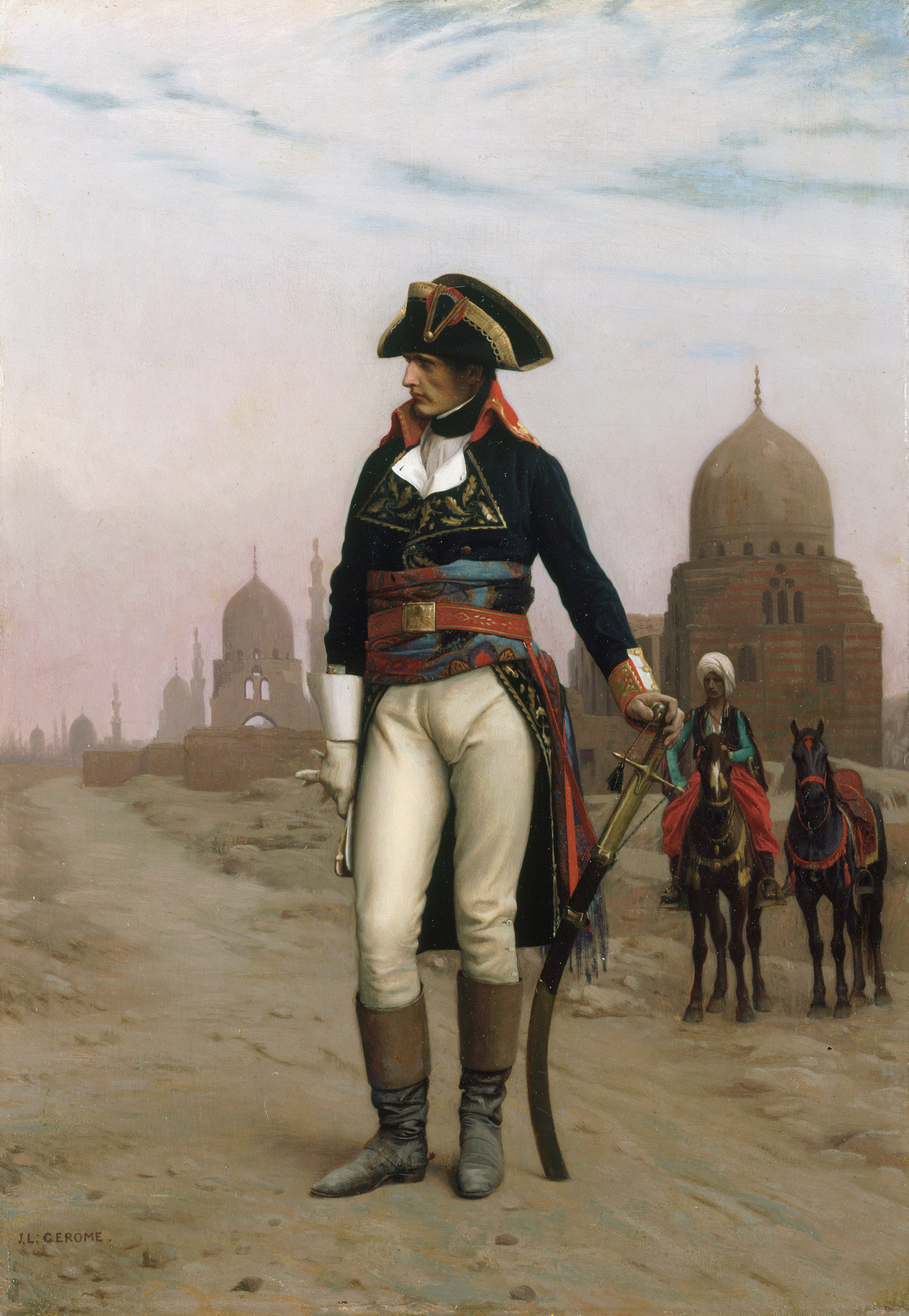
Генерал Бонапарт у Каїрі

Ввечері 1 липня війська Наполеона почали висадку біля Александрії і вже наступного дня місто було здобуто. Після цього Огюстен Бельяр завдав поразки мамлюкам при Ельгаті. Французький флот під керівництвом адмірала де Брюеса залишився біля Александрії з розпорядженням знайти достатньо глибокий для лінійних кораблів прохід у гавань міста, де вони були б у безпеці від можливого нападу британців. Було створена Нільська флотилія на чолі з Жаном Перре. Армія тим часом рушила на Каїр. 21 липня французькі війська зустрілись із зібраним ватажками мамелюків Мурад-беєм та Ібрагім-беєм військом, відбулась Битва біля пірамід. Завдяки приголомшливій перевазі у тактиці та військовому вишколі, французи із незначними втратами вщент розгромили війська мамелюків. Організований опір французьким військам у Нижньому Єгипті було припинено, Ібрагім-бей та Мурад-бей були змушені покинути Каїр та переховуватись.
Після захоплення Каїра Наполеон відрядив одну дивізію під керівництвом генерала Даву на завоювання Верхнього Єгипту, а сам тим часом розпочав активні і багато у чому успішні заходи з підпорядкування собі країни та приверненню до себе симпатій впливових верств місцевого населення. Одночасно з тим, французькі науковці розгорнули активну діяльність з вивчення єгипетської старовини.
З приборканням Верхнього Єгипту вся країна була перетворена на французький протекторат, більшість прихильників мамалюків була розбита, кочові племена Східної Сахари приборкано. Французи закріпились в Єгипті.

## Морська битва біля Абукіра
Командувач французьким флотом не скористався з сприятливих обставин та не забезпечив флоту безпечного базування в Александрії. Кораблі стояли на якорях на рейді, фрегати не проводили розвідку, навчання та бойові чергування на кораблях не проводились, більшість матросів постійно знаходились не на своїх кораблях, а на березі. За таких обставин британський флот підійшов до Александрії і несподівано для французів атакував розташовані біля мису Абукір їхні кораблі. У тривалій і запеклій битві британці завдали французькому флоту нищівної поразки.
Завдяки своїй перемозі, Велика Британія захопила контроль над Середземним морем. І хоча певне сполучення Єгипту з Французькою республікою продовжувалось, для підвезення військових резервів вже не було можливості. Ще важливішим для Британії було моральне значення цієї перемоги. Так супротивники французів у Єгипті значною мірою активізували свої дії. Але найголовнішим було те, що османський султан, який досі нейтрально ставився до французької експедиції, був змушений почати діяти. Вважаючи скору поразку французів у Єгипті невідворотною та не бажаючи його окупації Великою Британією, султан Селім оголосив Французькій республіці війну.

## Невдачі в Сирії і повернення Бонапарта до Французької республіки
Османська імперія збирала для дій проти французів армію в Сирії. На острові Крит на базі Дарданельської дивізії розпочалось розгортання ще однієї армії. Підготовку британських та індійських військ до експедиції проти Єгипту почали й британці. Щоб виграти час, Наполеон першим розпочав дії проти сирійської армії Османської Імперії.
У лютому 1799 р. Наполеон почав похід в Сирію. Він успішно захопив важливі прикордонні фортеці на Синайському півострові, узяв штурмом Яффу, та розгромив основні сили сирійської армії у битви біля гори Табор. Наступною ціллю було добре укріплене місто Акра, але завдяки активній взаємодії між османською армією на чолі із Джаззаром-пашою та британським флотом Вульяма Сіднея Сміта взяти Акру французам не вдалось. Зважаючи на великі втрати та загрозу епідемії чуми було оголошено відступ, який і почався 20 травня 1799. Сирію не було завойовано, але сирійська армія перестала бути загрозою для Єгипту.
У липні Османська імперія закінчила формування нової армії, яка і була висаджена десантом з британських кораблів на мис Абукір. Спираючись на підготовану систему укріплень, французькі війська повністю розгромили цю армію 25 липня.
Тим часом, у Французькій республіці Директорія, знаходилася на межі банкрутства і поразки у війні проти коаліції Австрійської монархії, Османської імперії і Російської імперії. Отримавши відомості про незадоволення всередині країни і про зовнішні погрози, Наполеон 23 серпня залишив армію генералові Клеберу і відплив до Французької республіки. Йому вдалося уникнути зустрічі з британським флотом, що крейсерував у Середземному морі і 9 жовтня 1799 р.
Наполеон спокійно висадився у Фрежюсі на півдні Французької республіки.

## Крах експедиції

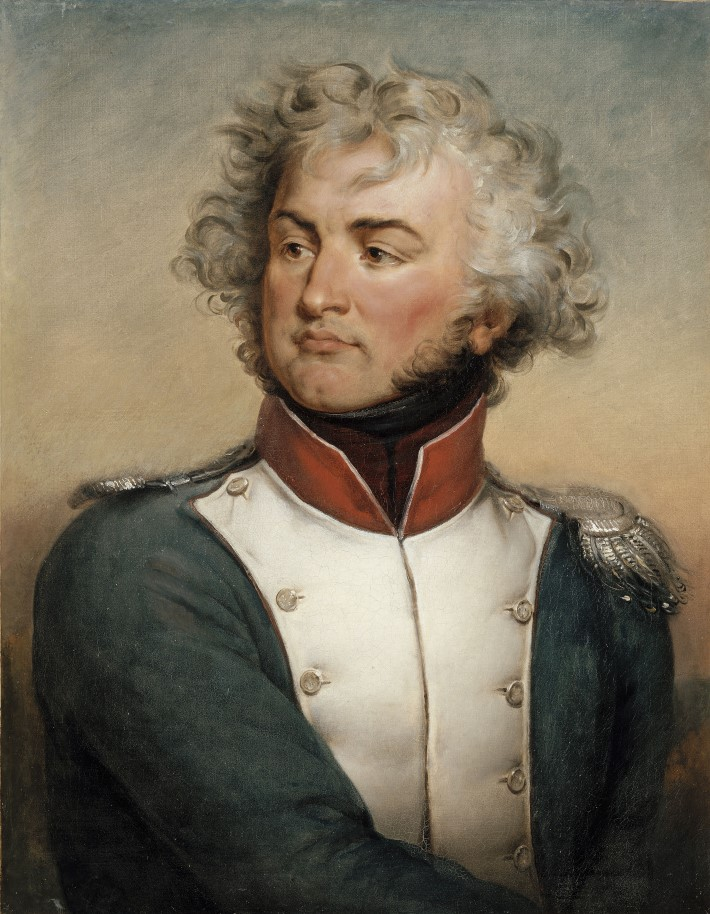
Жан Батист Клебер.

Командувати французьким корпусом залишився генерал Жан-Батист Клебер. Французький уряд залишив експедиційний корпус напризволяще. Попри це 20 березня 1800 році Клеберу вдалося розбити 30-тисячну армію мамлюків, яку підтримували британці, в битві при Геліополісі. Після цього він придушив повстання в Каїрі. 14 червня 1800 року мусульманський фанатик убив Клебера.
Командування над французьким корпусом перебрав генерал Мену.
В серпні 1801 року, під ударами об'єднаних сил британців і Оттоманської імперії, втративши внаслідок хвороб понад 13 500 солдатів, французи капітулювали. За умовами капітуляції французьких солдатів британці повертали в Європу, причому разом з безцінним запасом єгипетської старовини.

## Результати експедиції
Спроба Французької республіки захопити Єгипетський еялет при повному домінуванні флоту Великої Британії на Середземному морі була приречена. Завдяки високим бойовим якостям французької армії та офіцерського корпусу на чолі з Наполеоном протягом кількох років експедиція була порівняно вдалою.
Але відрізаність від Французької республіки, боротьба місцевого населення, яке сприймало французів як загарбників, ставила французький корпус у безпорадне становище. Після знищення британцями французького флоту в битві при Абукірі капітуляція французького корпусу в Єгипті була лише питанням часу.
Проте Єгипетська експедиція Наполеона мала наслідком зростання інтересу до стародавньої історії Єгипту. В результаті експедиції була зібрана і вивезена в Європу величезна кількість пам'яток. В 1798 році було створено Інститут Єгипту (фр. L'Institut d'Égypte), що поклав початок науковому вивченню стародавнього Єгипту.